# Ethan Dumortier
Pour les articles homonymes, voir Dumortier.

a Compétitions nationales et continentales officielles uniquement.

b Matchs officiels uniquement.
Dernière mise à jour le 11 mars 2023.
Ethan Dumortier, né le 29 décembre 2000 à Lyon, est un joueur international français de rugby à XV jouant au poste d'ailier ou de centre au sein du Lyon OU.

## Biographie

### Jeunesse et formation
Natif de Lyon mais Isérois d'origine puisqu'il vit avec ses parents dans la commune de Siccieu-Saint-Julien-et-Carisieu . Ethan Dumortier est formé au Saint-Savin sportif où il commence le rugby en 2009. Puis, il rejoint le CS Bourgoin-Jallieu cinq ans plus tard, en 2014,. Après trois ans passés à Bourgoin, il est détecté par le Lyon OU, qu'il rejoint en 2017, en Crabos,. Formé au poste de centre, est ensuite repositionné au poste d'ailier.
En janvier 2019, il est sélectionné pour la première fois en équipe de France des moins de 20 ans, afin de participer au Tournoi des Six Nations des moins de 20 ans 2019. Il ne joue qu'un seul match durant la compétition, face à l'Italie et inscrit par la même occasion un essai. Quelques mois plus tard, en mai 2019, il est de nouveau retenu avec les Bleuets, cette fois pour participer à la Coupe du monde des moins de 20 ans 2019 en Argentine. Il joue les trois premiers matchs de cette compétition que la France remporte en battant l'Australie en finale (24-23). 
Ethan Dumortier devient alors champion du monde des moins de 20 ans en étant doublement surclassé.
L'année suivante en 2020, il participe au Tournoi des Six Nations des moins de 20 ans en 2020 et joue deux matchs, avant que cette édition ne prenne fin prématurément à cause de la pandémie de Covid-19. Il marque un essai à chacun de ses deux matchs joués.
En parallèle de sa carrière de rugbyman, il suit une licence STAPS.

### Débuts professionnels (2019-2022)
Après son titre de champion du monde junior, Ethan Dumortier est pressenti pour faire ses débuts professionnels durant la saison 2019-2020. Il joue le premier match de sa carrière le 14 décembre 2019, à l'occasion de la quatrième journée de Coupe d'Europe de la saison 2019-2020, contre les Italiens du Benetton Trévise. Âgé de seulement 18 ans, il est titulaire à l'aile et joue 70 minutes, avant d'être remplacé par Noa Nakaitaci,. Cette saison, il est également appelé pour la première fois dans le groupe de l'équipe de France de rugby à sept, et il fait ses débuts internationaux à sept en février 2020,. Pour sa première saison, il ne joue que trois matchs avec le LOU, tous en Coupe d'Europe, avant l'arrêt prématuré des compétitions à cause de la pandémie de Covid-19.
Durant la saison suivante, en 2020-2021, Ethan Dumortier gagne du temps de jeu et son éclosion au plus haut niveau semble proche. Au mois de janvier 2020, il fait partie des sélectionnés pour préparer le Tournoi des Six Nations des moins de 20 ans 2020 avec l'Équipe de France de rugby à XV des moins de 20 ans. Il joue deux matchs dans le tournoi, contre l'Italie et l'Angleterre, et marque un essai à chaque match.  En club, il joue sept matchs de Top 14, dont trois en tant que titulaire, et inscrit le premier essai de sa carrière lors de la 26e journée de championnat, contre Agen. En fin de saison, il prolonge son contrat avec le LOU, tout comme cinq autres espoirs du club.

### Eclosion au plus haut niveau et débuts internationaux (depuis 2022)
En début de saison 2021-2022, Ethan Dumortier doit encore prouver pour gagner sa place dans le XV de départ lyonnais, faisant face à une forte concurrence, que ce soit au poste de centre ou d'ailier. Pourtant, dès les premiers mois de la saison, il commence à impressionner et à enfin se révéler, notamment lors de la première journée de Top 14 contre l'ASM Clermont, où il inscrit un doublé. Après une première partie de saison prometteuse, il fait partie des jeunes joueurs français à fort potentiel suivis par le sélectionneur des Bleus, Fabien Galthié. Cette saison, son club se qualifie en finale du Challenge européen. En finale, le LOU affronte le RC Toulon, au Stade Vélodrome et s'impose 30 à 12. Bien qu'il ne participe pas à la finale, Ethan Dumortier remporte ainsi le premier titre de sa carrière chez les séniors.
Après une saison 2021-2022 très prometteuse, Ethan Dumortier entame la saison 2022-2023 en concurrence avec Xavier Mignot et Noa Nakaitaci pour une place de titulaire au poste d'ailier. Il s'impose très rapidement comme l'un des joueurs indispensables de son équipe et réalise un excellent début de saison, récompensé en octobre 2022, quand il est convoqué pour la première fois de sa carrière en équipe de France, par Galthié, puisqu'il a en effet inscrit quatre essais en cinq matchs, au moment de sa convocation,. Il est appelé pour participer à la tournée d'automne des Bleus qui doivent affronter l'Australie, l'Afrique du Sud et le Japon. Il ne joue cependant aucune rencontre de la tournée. Quelques mois plus tard, en janvier 2023, il est de nouveau appelé en équipe de France, pour participer au Tournoi des Six Nations 2023,. 
Il est à ce moment de la saison, le meilleur marqueur du Top 14 avec huit essais inscrits. Il connaît sa première cape à l'occasion du premier match du tournoi, contre l'Italie, profitant de la blessure de Gabin Villière. Il est titulaire et inscrit son premier essai avec les Bleus, qui s'imposent 24 à 29,. Lors de la troisième journée du tournoi, il marque son deuxième essai international, face à l'Écosse. Il joue ainsi les cinq matchs des Bleus dans ce tournoi en tant que titulaire, et la France termine en deuxième position derrière l'Irlande qui réalise le Grand Chelem.
À l'issue de cette saison, il est nommé pour l'Oscar d'Or aux Oscars du Midi olympique, récompensant le meilleur joueur français de la saison. Il est aussi élu dans l'équipe type de la saison de Top 14. Puis, il est appelé dans une liste de 23 joueurs pour participer à un stage avec les Bleus. Cette liste est marquée par l'absence des joueurs étant demi-finalistes du championnat. Quelques semaines plus tard, il est sélectionné dans une liste de 42 joueurs pour préparer la Coupe du monde 2023,. Il est titulaire lors du premier match de préparation au mondial face à l'Écosse, dans un XV de départ marqué par l'absence des titulaires habituels. Les Bleus sont battus 25-21,.

## Statistiques

### En club
| Saison    | Club    | Championnat | Championnat | Championnat | Coupe d'Europe     | Coupe d'Europe | Coupe d'Europe |
| Saison    | Club    | Compétition | M           | Ess.        | Compétition        | M              | Ess.           |
| --------- | ------- | ----------- | ----------- | ----------- | ------------------ | -------------- | -------------- |
| 2019-2020 | Lyon OU | Top 14      | -           | -           | Coupe d'Europe     | 3              | -              |
| 2020-2021 | Lyon OU | Top 14      | 7           | 1           | Coupe d'Europe     | -              | -              |
| 2021-2022 | Lyon OU | Top 14      | 13          | 2           | Challenge européen | 5              | 3              |
| 2022-2023 | Lyon OU | Top 14      | 19          | 11          | Champions Cup      | 3              | 3              |
| 2022-2023 | Lyon OU | Top 14      | 19          | 11          | Challenge Cup      | 1              | 1              |
| Total     | Total   | Top 14      | 39          | 14          | Coupe d'Europe     | 12             | 7              |

### Internationales

#### Équipe de France des moins de 20 ans
Ethan Dumortier a disputé quatre matchs avec l'équipe de France des moins de 20 ans en deux saisons, prenant part à deux éditions du Tournoi des Six Nations des moins de 20 ans en 2019 et 2020, et à une édition du championnat du monde junior en 2019. Il inscrit un total de trois essais, soit quinze points.

#### Équipe de France de rugby à sept
Au 6 août 2023, Ethan Dumortier compte 21 sélections en équipe de France de rugby à sept pour 5 essais marqués, soit 25 points.

#### XV de France
Au 6 août 2023, Ethan Dumortier compte six sélections en équipe de France, pour deux essais inscrits. Il a pris part à une édition du Tournoi des Six Nations en 2023.
| Année | Compétition | Matchs | Points | Essais |
| ----- | ----------- | ------ | ------ | ------ |
| 2023  | Six Nations | 5      | 10     | 2      |
| 2023  | Test matchs | 1      | -      | -      |
| Total | Total       | 6      | 10     | 2      |

| Numéro | Date            | Lieu                         | Adversaire | Compétition      | Résultat | Score |
| ------ | --------------- | ---------------------------- | ---------- | ---------------- | -------- | ----- |
| 1      | 5 février 2023  | Stadio Olimpico, Rome        | Italie     | Six Nations 2023 | Victoire | 24-29 |
| 2      | 26 février 2023 | Stade de France, Saint-Denis | Écosse     | Six Nations 2023 | Victoire | 32-21 |

## Palmarès

### En club
- Finaliste de la Challenge Cup en 2025 avec le Lyon OU.

### En équipe nationale
- Vainqueur du Championnat du monde junior en 2019 avec l'équipe de France des moins de 20 ans[N 1].

#### Tournoi des Six Nations
| Édition          | Rang | Résultats France | Résultats Dumortier | Matchs Dumortier |
| ---------------- | ---- | ---------------- | ------------------- | ---------------- |
| Six Nations 2023 | 2    | 4 v, 0 n, 1 d    | 4 v, 0 n, 1 d       | 5/5              |

Légende : v = victoire ; n = match nul ; d = défaite ; la ligne est en gras quand il y a Grand Chelem.

### Distinctions personnelles
- Membre de l'équipe type du Championnat de France en 2023.